# Zmarli w kwietniu 2024

## Kwiecień 2024
- 30 kwietnia
  - Paul Auster – amerykański pisarz, eseista, tłumacz oraz scenarzysta i reżyser filmowy[1]
  - Duane Eddy – amerykański muzyk rockowy, gitarzysta i kompozytor[2]
- 29 kwietnia
  - Mychajło Fomenko – ukraiński piłkarz, medalista olimpijski (1976), trener reprezentacji Ukrainy (2012–2016)[3]
  - Alina Kamińska – polska chemiczka, specjalizująca się w chemii fizycznej i fizykochemii polimerów, prof. dr hab.[4]
  - Luis Mendoza – wenezuelski piłkarz, trener, uczestnik Copa América (1967)[5]
  - Sérgio Ribeiro – portugalski ekonomista, polityk, poseł do Parlamentu Europejskiego (1990–1999 oraz 2004–2005)[6]
  - Andrew Stunell (Baron Stunell)(inne języki) – brytyjski polityk, członek Izby Gmin (1997–2015) i Izby Lordów (2015–2024)[7]
  - Fernando Suárez González – hiszpański prawnik, polityk, wicepremier i minister pracy (1975), deputowany (1982–1986), poseł do Parlamentu Europejskiego (1986–1994)[8]
  - Gerhard Weisenberger – niemiecki zapaśnik, olimpijczyk (1972, 1976)[9]
- 28 kwietnia
  - Norman Carol – amerykański skrzypek klasyczny, wieloletni koncertmistrz Orkiestry Filadelfijskiej[10]
  - Brian McCardie – szkocki aktor, scenarzysta[11]
  - Gieorgij Mondzolewski – rosyjski siatkarz, mistrz olimpijski (1964, 1968)[12]
  - Andris Vilks – łotewski ekonomista, minister finansów (2010–2014)[13][14]
- 27 kwietnia
  - Janusz Bogusławski – polski inżynier włókiennictwa, arystokrata[15]
  - Witold Jankowski – polski samorządowiec, wójt Łęki Opatowskiej (1990–1994, 2006–2014), starosta kępiński (2014–2018)[16]
  - C.J. Sansom – brytyjski pisarz[17]
- 26 kwietnia
  - Alfrēds Čepānis – łotewski działacz komunistyczny, polityk, przewodniczący Sejmu (1996–1998)[18]
  - Robin George – brytyjski gitarzysta i wokalista rockowy, producent muzyczny[19]
  - Peter Ingham – australijski duchowny rzymskokatolicki, biskup pomocniczy archidiecezji Sydney (1993–2001), biskup diecezji Wollongong (2001–2017)[20]
  - Łukasz Kaczmarek – polski żużlowiec[21]
  - Renna Kellaway – brytyjska pianistka i pedagog muzyczny[22]
  - Frank Wakefield – amerykański mandolinista bluegrass[23]
- 25 kwietnia
  - Laurent Cantet – francuski reżyser, scenarzysta i operator filmowy[24]
  - Marek Czakon – polski piłkarz[25][26]
  - Danuta Makowiec – polska fizyczka[27]
- 24 kwietnia
  - Ruben Douglas – amerykański koszykarz[28]
  - Łeonid Iszczuk – ukraiński piłkarz i trener[29]
  - Władysław Miodunka – polski językoznawca, prof. dr hab.[30]
  - Donald Payne Jr. – amerykański polityk, radny Newark (2006–2012), członek Izby Reprezentantów (2012–2024)[31]
  - Michael Pinder – angielski muzyk rockowy, klawiszowiec i wokalista zespołu The Moody Blues[32]
- 23 kwietnia
  - Tom Baker – walijski piłkarz[33]
  - Bogusław Dyszkiewicz – polski samorządowiec i menedżer, starosta wałbrzyski (2004–2006)[34]
  - Andrzej Jarosik – polski piłkarz, mistrz olimpijski (1972)[35]
  - Yukio Kasaya – japoński skoczek narciarski, wicemistrz świata (1970), mistrz olimpijski (1972)[36]
  - Justyna Kędzia – polska poetka[37]
  - Ro Jai-bong(inne języki) – południowokoreański polityk, premier (1990–1991)[38]
  - Francisco Rodríguez – wenezuelski bokser, mistrz olimpijski (1968)[39]
- 22 kwietnia
  - Hana Brejchová – czeska aktorka[40]
  - Michael Espat – belizeński polityk, parlamentarzysta[41]
  - Charlie Hurley – irlandzki piłkarz i trener[42]
  - Stanisław Socha – polski inżynier i samorządowiec, działacz NSZZ „Solidarność”, wojewoda koszaliński (1990–1993)[43]
  - Leszek Staroń – polski reżyser i scenarzysta[44]
  - Brian Tobin – australijski tenisista, działacz sportowy, przewodniczący Międzynarodowej Federacji Tenisowej (1991–1999)[45]
  - Michael Verhoeven – niemiecki reżyser, scenarzysta, aktor i producent filmowy[46]
  - Abdul Majeed al-Zindani – jemeński polityk i nauczyciel akademicki[47]
- 21 kwietnia
  - Hana Brejchová – czeska aktorka[48]
  - Wiesława Drojecka – polska piosenkarka, stomatolog[49]
  - Jan Sylwester Drost – polski artysta plastyk, projektant wzornictwa przemysłowego[50][51]
  - Alex Hassilev – amerykański muzyk folkowy, wokalista, gitarzysta i bandżysta[52]
  - Dževad Jahić – bośniacki językoznawca[53]
  - Hieronim Kubiak – polski socjolog, działacz PZPR[54]
  - Chajjim Lewin – izraelski piłkarz, bramkarz, mistrz Azji (1964), olimpijczyk (1968)[55]
  - Jan Luberda – polski przedsiębiorca, założyciel firmy Blachotrapez[56][57]
  - Chan Romero – amerykański piosenkarz[58]
- 20 kwietnia
  - Antonio Cantafora – włoski aktor[59]
  - Michael Cuscuna(inne języki) – amerykański jazzman, multiinstrumentalista, producent muzyczny[60][61]
  - Andrew Davis – brytyjski dyrygent i pianista, główny dyrygent BBC SO (1988–2000), dyrektor muzyczny Lyric Opera of Chicago (2000–2021)[62]
  - Gediminas Kirkilas – litewski politolog, polityk, minister obrony (2004–2006), premier Litwy (2006–2008)[63]
  - Chris King(inne języki) – amerykański raper[64]
  - Adrian Lehmann(inne języki) – szwajcarski lekkoatleta, maratończyk[65]
  - David Pryor – amerykański polityk, członek Izby Reprezentantów (1966–1973), gubernator Arkansas (1975–1979), senator (1979–1997)[66]
  - Pauli Siitonen(inne języki) – fiński biegacz narciarski, olimpijczyk (1968)[67]
  - Jarosław Szczepański – polski dziennikarz, działacz związkowy[68]
  - György Tatár – węgierski piłkarz[69]
- 19 kwietnia
  - Daniel Dennett – amerykański filozof, laureat nagrody Erazma (2012)[70]
  - Muhammad Faris – syryjski pilot wojskowy, kosmonauta (Sojuz TM-3/Sojuz TM-2)[71][72]
  - Stanisław Jasiński – polski polityk i samorządowiec, naczelnik i wójt gminy Kodrąb (1985–2010), poseł na Sejm X kadencji (1989–1991)[73]
  - Jakub Jacyna – polski prawnik, adwokat[74]
  - Leighton James(inne języki) – walijski piłkarz[75]
  - Zbigniew Regucki – polski dziennikarz[76]
  - Marcos Rivas – meksykański piłkarz, uczestnik mistrzostw świata (1970)[77]
- 18 kwietnia
  - Stanisław Bartmiński – polski duchowny rzymskokatolicki, dziennikarz, konsultant serialu telewizyjnego Plebania[78]
  - Dickey Betts(inne języki) – amerykański gitarzysta, piosenkarz, autor tekstów, kompozytor[79]
  - Parwiz Dawudi – irański ekonomista, polityk, pierwszy wiceprezydent Iranu (2005–2009)[80]
  - Mirosław Księżopolski – polski politolog, profesor[81][82]
  - Mandisa(inne języki) – amerykańska piosenkarka gospel[83]
- 17 kwietnia
  - Chips Keswick – brytyjski przedsiębiorca, prezes Arsenal F.C. (2013–2020)[84]
- 16 kwietnia
  - Władimir Andriejew – rosyjski lekkoatleta, chodziarz[85]
  - Newton da Costa – brazylijski matematyk, logik, filozof[86]
  - Bob Graham – amerykański przedsiębiorca, polityk, gubernator Florydy (1979–1987), senator (1987–2005)[87]
  - Dmytro Kapranow – ukraiński wydawca, pisarz, publicysta[88]
  - Leszek Koszytkowski – polski archiwista, bibliotekarz, działacz opozycji antykomunistycznej[89]
  - Tomasz Świderek – polski dziennikarz prasowy[90]
  - Josep Maria Terricabras – hiszpański i kataloński filozof, polityk, poseł do Parlamentu Europejskiego (2014–2019)[91]
- 15 kwietnia
  - Pawieł Bałakszyn – rosyjski polityk, szef administracji obwodu archangielskiego (1991–1996)[92]
  - Constantin Corduneanu – rumuński zapaśnik[93]
  - Stanisław Czajczyński – polski przedsiębiorca, poseł na Sejm Rzeczypospolitej Polskiej II kadencji[94]
  - Mouncif El Haddaoui – marokański piłkarz[95]
  - Bernd Hölzenbein – niemiecki piłkarz, mistrz świata (1974)[96]
  - Willie Limond(inne języki) – brytyjski pięściarz[97]
  - Josip Manolić – chorwacki działacz komunistyczny, polityk, premier Chorwacji (1990–1991)[98]
  - Antoni Montean – polski hokeista i trener hokejowy[99]
  - Naomi Polani(inne języki) – izraelska aktorka, tancerka, reżyserka teatralna[100]
  - Pedro Rubiano Sáenz – kolumbijski duchowny rzymskokatolicki, arcybiskup Bogoty (1994–2010), kardynał[101]
  - Akura Suzuki (Reita)(inne języki) – japoński basista, członek grupy The Gazette
  - Jadwiga Staniszkis – polska socjolog, profesor nauk humanistycznych, publicystka[102]
- 14 kwietnia
  - Crandell Addington – amerykański przedsiębiorca, pokerzysta[103]
  - Calvin Keys(inne języki) – amerykański gitarzysta jazzowy[104]
  - Anatolij Kwoczur – rosyjski pilot oblatywacz oraz pokazowy[105]
  - Zbigniew Mikołejko – polski filozof religii i poeta[106][107]
  - Jan Skuratowicz – polski historyk sztuki[108]
  - Luciano Sušanj – chorwacki lekkoatleta, sprinter i średniodystansowiec, trener, działacz sportowy, polityk[109]
  - Doru Viorel Ursu(inne języki) – rumuński prawnik, pisarz, polityk, minister spraw wewnętrznych (1990–1991)[110]
- 13 kwietnia
  - Noël del Bello – francuski kierowca wyścigowy[111]
  - Joanna Dworakowska – polska szachistka[112]
  - Marian Ejma-Multański – polski dyplomata, ambasador w Wietnamie (1985–1989) i Laosie (1991–1996)[113]
  - Richard Horowitz(inne języki) – amerykański kompozytor muzyki filmowej[114]
  - Faith Ringgold – amerykańska artystka, malarka, performerka, działaczka na rzecz praw obywatelskich[115]
  - Andrzej Spór – polski samorządowiec, wójt gminy Wilków, starosta namysłowski (2002–2006)[116]
  - Stanisław Witek – polski działacz opozycji antykomunistycznej w latach PRL, działacz związkowy[117]
- 12 kwietnia
  - Roberto Cavalli – włoski projektant mody[118]
  - Eleanor Coppola – amerykańska producentka filmowa, scenarzystka, operatorka filmowa[119]
  - Marian Gańcza – polski aktor i kaskader filmowy[120]
  - Sławomir Krawczyński – polski reżyser teatralny, dramaturg i filmowiec[121]
- 11 kwietnia
  - Meg Bennett – amerykańska aktorka i scenarzystka[122]
  - Park Bo-ram(inne języki) – południowokoreańska piosenkarka[123]
  - Anton Flešár – słowacki piłkarz, bramkarz, uczestnik mistrzostw świata (1970)[124]
  - Ignacy Walenty Nendza – polski himalaista[125]
- 10 kwietnia
  - Wasilij Fomin – rosyjski zapaśnik[126]
  - Dusty Kay – amerykański scenarzysta i producent telewizyjny[127]
  - O.J. Simpson – amerykański futbolista, aktor filmowy i przestępca[128]
- 9 kwietnia
  - Władimir Aksionow – rosyjski inżynier, kosmonauta (Sojuz 22, Sojuz T-2)[129]
  - Martin Chambers – brytyjski duchowny rzymskokatolicki, biskup nominat Dunkeld (2024)[130]
  - R.M. Veerappan – indyjski polityk, aktor, reżyser i producent filmowy[131]
  - Grzegorz Minkiewicz – polski aktor[132]
  - Jan Wnuk – polski śpiewak pogrzebowy[133]
- 8 kwietnia
  - Lindita Ahmeti – macedońska poetka[134]
  - José Antonio Ardanza – hiszpański prawnik, samorządowiec, polityk, lehendakari (prezydent) Kraju Basków (1985–1999)[135]
  - Jaroslav Bašta – czeski polityk, minister bez teki (1998–2000), ambasador Republiki Czeskiej w Rosji i na Ukrainie[136]
  - Jaak Gabriëls – belgijski nauczyciel, samorządowiec, burmistrz Bree (1977–2012), minister rolnictwa i klasy średniej (1999–2001)[137]
  - Peter Higgs – brytyjski fizyk, laureat Nagrody Nobla w dziedzinie fizyki (2013)[138][139]
  - Ron Lord – australijski piłkarz, bramkarz, olimpijczyk (1956)[140]
  - Christiane Scrivener – francuska polityk i menedżer, eurodeputowana (1979–1989), członek Komisji Europejskiej (1989–1995)[141]
- 7 kwietnia
  - Michael Boder(inne języki) – niemiecki dyrygent operowy[142]
  - Barbara Czarniawska – polska profesor zarządzania[143]
  - Pat Hennen – amerykański motocyklista wyścigowy[144]
  - Clarence Henry(inne języki) – amerykański piosenkarz i pianista R&B[145]
  - Joe Kinnear – irlandzki piłkarz, trener[146]
  - Rickey Parkey – amerykański bokser[147]
  - Joe Viera(inne języki) – niemiecki saksofonista jazzowy, pedagog[148]
- 6 kwietnia
  - Joseph Brennan – amerykański polityk, gubernator Maine (1979–1987), członek Izby Reprezentantów (1987–1991)[149]
  - Zofia Kucówna – polska aktorka[150]
- 5 kwietnia
  - Mohamed Dionne – senegalski inżynier-informatyk, polityk, premier Senegalu (2014–2019)[151]
  - Kazimierz Łaszczyński – polski inżynier mechanik i działacz partyjny, przewodniczący Prezydium MRN w Gorzowie Wielkopolskim (1989–1990)[152]
  - Wioletta Nasiłowska – polska piłkarka ręczna[153]
  - Edward Polański – polski językoznawca, polonista, slawista, leksykograf[154]
  - C.J. Snare(inne języki) – brytyjski wokalista, członek zespołu FireHouse[155]
  - Tadeusz Stankiewicz – polski „Sprawiedliwy wśród Narodów Świata”[156]
  - Peter Sodann – niemiecki aktor, reżyser, kandydat na prezydenta (2009)[157]
  - Ahmad Fathi Surur – egipski polityk, przewodniczący Zgromadzenia Ludowego Egiptu (1990–2011)[158]
  - Jaan Tooming(inne języki) – estoński aktor[159]
- 4 kwietnia
  - Iona Campagnolo – kanadyjska polityk, minister ds. sportu amatorskiego i kultury fizycznej (1976–1979)[160]
  - Nicholas Folwell – brytyjski śpiewak operowy (baryton)[161]
  - Thomas Gumbleton – amerykański duchowny rzymskokatolicki, biskup pomocniczy Detroit (1968–2006)[162]
  - Bruce Kessler – amerykański kierowca wyścigowy[163]
  - Adam Kobieracki – polski dyplomata[164]
  - Keith LeBlanc(inne języki) – amerykański perkusista i producent nagrań[165]
  - Miron Sycz – polski nauczyciel, samorządowiec, polityk, poseł na Sejm RP (2007–2015)[166][167]
- 3 kwietnia
  - Alexandre Baptista – portugalski piłkarz[168]
  - Paolo Caccia(inne języki) – włoski polityk, członek Izby Deputowanych (1979–1994)[169]
  - Albert Heath – amerykański perkusista jazzowy[170]
  - Vitus Huonder – szwajcarski duchowny rzymskokatolicki, biskup Chur (2007–2019)[171]
  - Kalevi Kiviniemi(inne języki) – fiński organista klasyczny[172]
  - Sándor Müller – węgierski piłkarz[173]
  - Ali Oseku – albański malarz[174]
  - Adrian Schiller – brytyjski aktor[175]
  - Jacek Weiss – polski pianista, profesor nauk muzycznych[176]
- 2 kwietnia
  - Jerry Abbott(inne języki) – amerykański muzyk country, autor tekstów, producent muzyczny[177]
  - John Barth – amerykański pisarz[178]
  - Mariusz Bilewski – polski kolarz szosowy[179]
  - Veljko Bulajić – czarnogórski reżyser filmowy[180]
  - Antonina Chmielarczyk – polska saneczkarka, spadochroniarka[181]
  - Doros Christodulidis – cypryjski lekarz kardiolog, polityk, eurodeputowany (2004)[182]
  - Maryse Condé – gwadelupska pisarka, literaturoznawczyni[183]
  - Göran Hagberg – szwedzki piłkarz, bramkarz[184]
  - Gerhard Lohfink – niemiecki duchowny rzymskokatolicki, teolog, biblista[185]
  - Juan Vicente Pérez Mora – wenezuelski superstulatek, od 18 stycznia 2022 najstarszy mężczyzna żyjący na świecie[186]
- 1 kwietnia
  - Joe Flaherty – amerykański aktor[187]
  - José Trinidad González Rodríguez – meksykański duchowny rzymskokatolicki, biskup pomocniczy Guadalajary (1997–2015)[188]
  - Mieczysław Grąbka – polski aktor[189][190][191][192]
  - Alfons Kupis – polski wojskowy, generał brygady[193]
  - Andrzej Piontek – polski operator kamery[194]
  - Vera Svoboda(inne języki) – chorwacka piosenkarka[195]

- data dzienna nieznana
  - Tarō Akebono[a] – japoński zawodnik sumo[196]